# انحياز رطب
يشير مصطلح الانحياز الرطب إلى الظاهرة التي يشير فيها بعض المتنبئين بالطقس (عادة عن عمد) إلى احتمال أكبر لحدوث التهطال (خاصة هطول المطر) من الاحتمالية التي يعتقدونها (والاحتمال الذي تثبته الأدلة التجريبية) من أجل زيادة فائدة وفعالية تنبؤهم.
تم عرض قناة الطقس بشكل تجريبي وقد اعترفت بوجود انحياز رطب في حال انخفاض احتمالية هطول الأمطار (على سبيل المثال، التوقع بهطول المطر بنسبة 5% يتم الإبلاغ عنه على أنه 20%) ولكن ليس في حالات احتمالية هطول المطر الكبيرة (الاحتمال بنسبة 60% يتم الإبلاغ عنه على أنه 60%). أظهرت بعض محطات التلفاز الأخرى الانحياز الرطب بشكل أكبر بكثير وغالباً ما تبلغ عن احتمال بنسبة 100% لهطول الأمطار في حين أنه يحدث هطول للأمطار في 70% من الحالات فقط.

## الاكتشاف
في عام 2002 قام إريك فلور وهو خريج معلوماتية من جامعة أوهايو بجمع البيانات التاريخية للتنبؤات الجوية التي قدمتها خدمة الطقس الوطنية وقناة الطقس والحالة الجوية في الولايات المتحدة الأمريكية ونشر البيانات المجموعة على موقع إلكتروني ForecastWatch.com. وجد فلور أن التنبؤات التجارية كانت منحازة: فقد تنبأت باستمرار باحتمال أكبر لهطول الأمطار مقارنة بالواقع الفعلي. كانت توقعات خدمة الطقس الوطنية غير منحازة في حين كانت توقعات قناة الطقس منحازة بسبب احتمالات هطول الأمطار المنخفضة: عندما تنبأت قناة الطقس باحتمال هطول الأمطار بنسبة 20% كانت الأمطار قد هطلت تاريخياً في 5% فقط من الحالات ولكن يمكن أن يؤخذ احتمال هطول الأمطار بنسبة 70% على محمل الجد.
أشار المدون دان آلان إلى أن قناة الطقس منحازة أيضاً بالحد الأعلى المسموح به: الاحتمال بنسبة 90% أو أكثر يتم تأويله إلى 100%.  من ناحية أخرى، تميل قنوات التلفاز المحلية إلى المبالغة باحتمال هطول الأمطار طوال الوقت (باستثناء عندما تتنبأ باحتمال قدره 0% فإن الأمطار تهطل في 10% من الحالات). تم نشر النتائج حول الانحياز الرطب لأول مرة خارج مجتمع التنبؤ بالطقس في كتاب نيت سيلفر لعام 2012 الإشارة والضجة وذلك بالرغم من أنها كانت معروفة لبعض الوقت بشكل غير رسمي.
يستخدم مصطلح الانحياز الرطب لأن هذا انحياز منتظم في اتجاه الطقس الذي يكون أكثر رطوبة مما هو عليه بالفعل.

## الأسباب
وفقاً لسيلفر فقد اعترفت قناة الطقس بصراحة بالمبالغة في احتمال هطول الأمطار عندما تكون منخفضة بسبب الدوافع المنحازة: إذا تم إعطاء احتمال منخفض صحيح لهطول الأمطار فإن المشاهدين قد يفسرون التوقعات على أنه لا يوجد احتمال لهطول المطر ويستاؤون عندما يهطل. بمعنى آخر، قناة الطقس تعوض الأشخاص الذين يعانون من كره للخسائر أكبر مما يعتقدون وبالتالي يخطئون في تقدير نسبة الخسارة في التكلفة عندما تكون منخفضة وذلك من خلال تضخيم الاحتمالات عن عمد.